# 다카하시 니코
다카하시 니코(일본어: 髙橋 仁胡, 2005년 8월 16일~)는 일본의 축구 선수이다.

## 구단 경력
2024년 J1리그의 세레소 오사카에 입단하였다.

## 국가대표팀 경력
그는 2023년 FIFA U-20 월드컵에 참가할 일본 U-20 국가대표팀에 발탁되었으며, 3경기에 출전했다.